# Pálffy (geslacht)
Pálffy de Erdőd is de naam van een Hongaars geslacht dat tot de Hongaarse oeradel behoorde.

## Geschiedenis

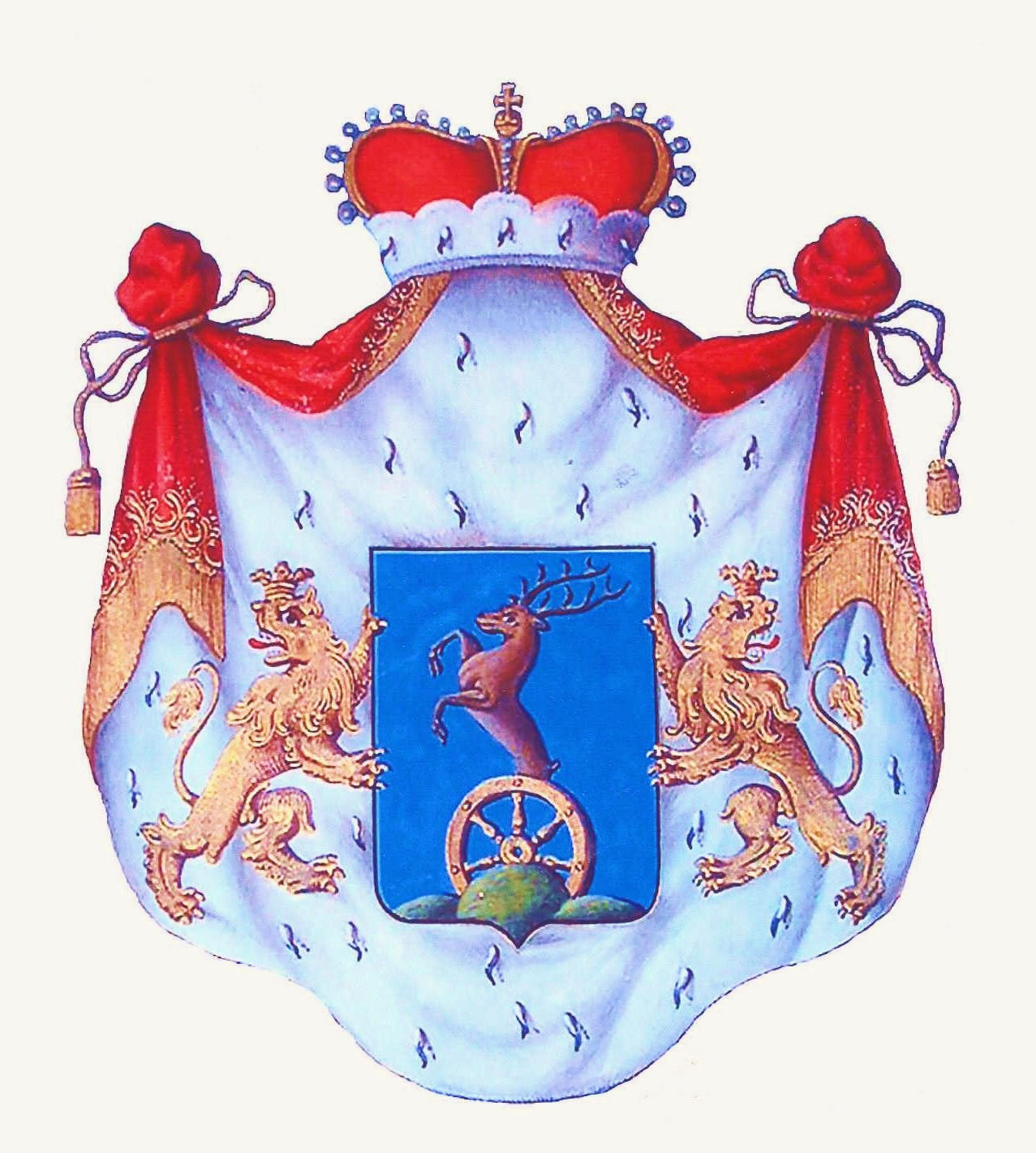
Vorstelijk wapen van de familie Pálffy

De familie zou oorspronkelijk hetzij uit slot Bibersburg (Slovaak: Červený Kameň, Hongaars: Vöröskő) in de tegenwoordig Slovaakse gemeente Častá stammen, hetzij uit het Zevenburgse Várfalva. De geschiedenis van de familie is nauw verweven met die van Opper-Hongarije. In de loop der tijd leverde de familie in de Habsburgse monarchie verschillende topambtenaren en -officieren. In 1581 ontving ze de titel baron, in 1599 van rijksgraaf en in 1634 de titel graaf met het predicaat de Erdőd. Dit predicaat, dat verwijst naar het tegenwoordig Roemeense Ardud, ontving de familie naar aanleiding van het huwelijk van Pál Pálffy (1592-1653) met Klara Bakocz de Erdőd.
Vanaf 1651 leverde de familie ononderbroken de eeuwigdurend gespan van het comitaat Pozsony.
Graaf Leopold Pálffy  (1681-1720) had twee zonen, waardoor het geslacht in twee linies werd opgedeeld. Miklós Pálffy (1657-1732), palatijn van Hongarije, lag aan de basis van de zogenaamde Nicolaïsche linie. De eerste tak hiervan werd in 1807 in de Oostenrijkse vorstenstand verheven; de tweede tak erfde in 1851 de bezittingen van de uitgestorven graven Daun en verenigde in 1853 namen en wapenschilden, waardoor de tak als Pálffy-Daun von Erdőd verderging en ontving in 1876 de Oostenrijkse toelating voor het voeren van de titel vorst van Teano. In 1879 volgde ook de Hongaarse goedkeuring.
De derde tak van de Nicolaïsche linie behield de titel van graaf, net zoals de tweede linie van het adelsgeslacht, de Johannische linie.

## Vooraanstaande leden
- Miklós Pálffy (1552-1600), keizerlijk generaal-veldmaarschalk
- Pál Pálffy (1592-1653), palatijn van Hongarije
- János Pálffy (1664-1751), veldmaarschalk en palatijn van Hongarije